# 연애담
"연애담"은 2016년에 개봉한 대한민국의 영화이다.

## 캐스팅
- 이상희 : 윤주 역
- 류아벨 : 지수 역
- 박근록 : 영호 역
- 임성미 : 영은 역
- 김종수 : 지수 아빠 역
- 이지수 : 교수 역
- 박주환 : 병기 역
- 이다영 : 세아 역
- 한근섭 : 영은 애인 역
- 이태리 : 지수 옛 애인 역
- 김시헌 : 소개팅 남자 역
- 윤화경 : 편의점 점원 역
- 채유희 : 갤러리 대표 역
- 김기범 : Bar 사장 역
- 유우람 : Bar 손님 역
- 정아미 : 지수 엄마 역
- 장병기 : 모텔남 역
- 김한라 : 모텔녀 역
- 김현숙 : 식당아주머니 역
- 배은하 : 미대생 역
- 양익제 : 미대생 역
- 윤덕준 : 미대생 역
- 이현인 : 미대생 역
- 조근하 : 미대생 역
- 최선호 : 미대생 역
- 김평기 : 데이트 술집 손님 역
- 신동훈 : 데이트 술집 손님 역
- 이성용 : 데이트 술집 손님 역
- 방우리 : 김치찌개집 손님 역
- 봉준영 : 김치찌개집 손님 역
- 안주영 : 김치찌개집 손님 역
- 이상학 : 김치찌개집 손님 역
- 이우현 : 김치찌개집 손님 역
- 김성환 : 달빛부엌손님 역
- 송승헌 : 달빛부엌손님 역
- 양진열 : 달빛부엌손님 역
- 나홍준 : 학생 역
- 박성우 : 학생 역
- 박예람 : 학생 역
- 안주영 : 학생 역
- 이윤화 : 학생 역
- 이정곤 : 학생 역
- 진형민 : 학생 역
- 최윤태 : 학생 역

## 수상
- 2016년 제17회 전주국제영화제 한국경쟁 - 대상
- 2017년 제53회 백상예술대상 영화부문 여자신인연기상 - 이상희
- 2017년 제38회 청룡영화상 신인감독상 - 이현주
- 2017년 제26회 부일영화상 신인감독상 - 이현주
- 2017년 제22회 춘사영화상 신인여우상 - 이상희
- 2017년 제4회 들꽃영화상 신인배우상 - 이상희
- 2017년 제6회 마리끌레르 영화제 마리끌레르상